# Université des Antilles et de la Guyane
Pour les articles homonymes, voir UAG.
L'université des Antilles et de la Guyane est une ancienne université pluridisciplinaire implantée sur trois régions -  Guadeloupe, Guyane, et Martinique, et qui disposait de quatre campus principaux antillais et guyanais : 
- deux en Guadeloupe : Fouillole (Pointe-à-Pitre) et Camp Jacob de Saint-Claude ;
- un en Martinique : Schœlcher ;
- en Guyane : campus Saint-Denis puis Trou Biran à Cayenne et Institut universitaire de technologie de Kourou

Plus de 12 000 étudiants y étaient inscrits dans 6 unités de formation et de recherche (UFR), 5 instituts, 3 écoles internes et une école doctorale.
À la suite de la décision de création de l'université de Guyane, l'UAG est dissoute et laisse place, en juillet 2014, à l'université des Antilles (UA) portée par des pôles autonomes (Guadeloupe et Martinique).

## Histoire
Si un enseignement supérieur existe aux Antilles-Guyane dès la fin du XIXe siècle sous des formes embryonnaires, l'enseignement supérieur se développe surtout après la Seconde Guerre mondiale, avec le décret du 27 juin 1947 rattachant l'école de droit de Fort-de-France à l'université de Bordeaux. Cette dernière mandate le doyen Henri Vizioz de la Faculté de droit pour organiser un Institut sur le modèle de celui déjà créé à Pau. La mort du doyen lors du voyage de retour de sa mission en 1948 fait que l'institut de Droit de Fort-de-France prend son nom.
À l'institut Henri-Vizioz de droit et de sciences économiques en Martinique, se rajoutent en 1963 un Centre d'enseignement supérieur scientifique en Martinique et un Centre d'enseignement supérieur littéraire en Guadeloupe, prolongements administratifs et pédagogiques de la Faculté des sciences et de la Faculté des lettres de l'université de Bordeaux.
La loi du 12 novembre 1968 remodèle le fonctionnement administratif de l'enseignement supérieur aux Antilles-Guyane en transformant le Centre d'enseignement supérieur scientifique, le Centre d'enseignement supérieur littéraire et l'institut Vizioz chacun en Unité d'enseignement et de recherche (UER).
Le 31 juillet 1970 intervient la création du Centre universitaire des Antilles et de la Guyane (CUAG). Le Centre universitaire est destiné à regrouper administrativement les 4 UER. C'est un « établissement public » jouissant de la personnalité juridique et de l'autonomie financière. Il est donc placé de ce point de vue sur le même plan qu'une université. Toutefois, n'étant pas majeur pédagogiquement, il doit conclure des conventions avec des universités de l'hexagone.
Le 12 avril 1972, le Centre universitaire des Antilles-Guyane élit son premier président : Jacques Adélaïde-Merlande, maître-assistant d'histoire à l'UER de lettres et sciences humaines.
C'est en 1982, à la suite du décret fondateur de l'université des Antilles et de la Guyane (UAG), que celle-ci peut devenir une université à part entière et s'enrichir de deux autres UFR, ainsi que de quatre nouveaux instituts.
Le décret de 1988 puis celui de 1991 promulguent la création, en Guyane, respectivement, de l'IUT à Kourou puis de l'IES à Cayenne.
Jusqu'en 2014, l'UAG se répartit sur trois pôles géographiques d'implantation, les départements français d'Amérique que sont la Guadeloupe, la Guyane et la Martinique.
En 2014, l'UAG est scindée et l'université de Guyane est créée. L'UAG devient l'université des Antilles.

## Composantes

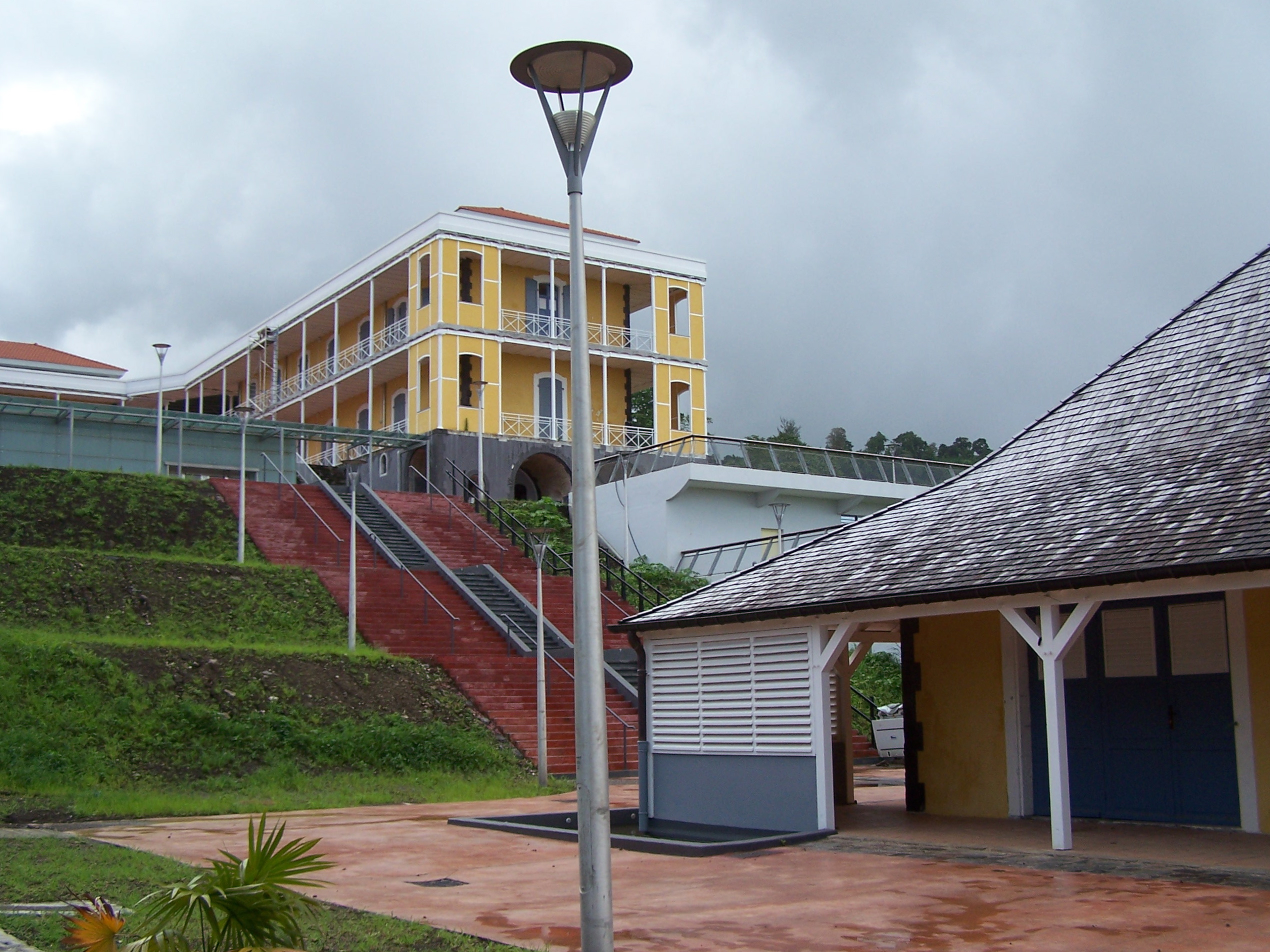
Les bâtiments du campus de Camp Jacob à Saint-Claude en Guadeloupe.

L'UAG est composée de six unités de formation et de recherche (UFR), cinq instituts, trois écoles internes et une école doctorale :

### Unités de formation et de recherche

#### En Guadeloupe
- La Faculté de droit et d'économie de la Guadeloupe à Pointe-à-Pitre
- UFR des sciences exactes et naturelles à Pointe-à-Pitre
- UFR des sciences médicales à Pointe-à-Pitre
- UFR de sciences et techniques des activités physiques et sportives (STAPS) à Pointe-à-Pitre
- Département pluridisciplinaire de lettres, langues et sciences humaines à Saint-Claude

#### En Martinique
- La Faculté de droit et d'économie de la Martinique à Schœlcher
- Département scientifique inter-facultaire (DSI) à Schœlcher
- UFR des lettres et sciences humaines à Schœlcher

### Instituts

#### En Guadeloupe
- Institut de recherche pour l'enseignement des mathématiques (IREM)
- IUT de Kourou - Antenne Guadeloupe, à Saint-Claude

#### En Guyane
- IUT de Kourou
- Institut d'enseignement supérieur de la Guyane (IESG) à Cayenne : il a pour mission principale de dispenser un enseignement supérieur dans 3 champs disciplinaires que sont les lettres, langues & sciences humaines, le droit et les sciences économiques et les sciences & technologies.

#### En Martinique
- Institut d'études judiciaires à Schœlcher
- Institut de préparation de l'administration générale (IPAG)
- Institut de recherche pour l'enseignement des mathématiques (IREM)
- Institut caribéen d'études francophones et interculturelles (ICEFI)
- IUT de Kourou - Antenne Martinique, à Schœlcher

### Écoles supérieures du professorat et de l'éducation
À la suite de la disparition des Instituts universitaires de formation des maîtres, trois Écoles supérieures du professorat et de l'éducation ont été créées le 1er septembre 2013 au sein de l’université des Antilles et de la Guyane sous forme d'écoles internes.

#### En Guadeloupe
- École supérieure du professorat et de l'éducation de Guadeloupe

#### En Guyane
- École supérieure du professorat et de l'éducation de Guyane

#### En Martinique
- École supérieure du professorat et de l'éducation de Martinique

### École doctorale
- École doctorale dont l'administration se situe en Guadeloupe.

Créée en 2000, l'école doctorale de l'université des Antilles et de la Guyane est une structure pluridisciplinaire et inter-polaire de l'établissement, rassemblant les équipes de recherche autour d'un projet global s'inscrivant dans la politique scientifique de l'établissement.
Elle fédère actuellement 18 équipes d'accueil, 4 unités mixtes de recherche (UMR) et une équipe en recherche et technologie. Elle accueille à la présente[Quand ?] rentrée environ 300 doctorants. Elle est actuellement[Quand ?] dirigée par Jacqueline Abaul (d), professeur des universités, ancienne rectrice d'académie et ancienne présidente de l'université.

## Enseignement et recherche

### Enseignement

#### Formation continue
Elle est assurée par le service d'éducation permanente et de formation continue (SEPFC).

### Partenariats et programmes internationaux
L'université des Antilles et de la Guyane est insérée au sein de nombreux partenariats et réseaux d'échanges universitaires.
Depuis 2007/2008, l'université des Antilles et de la Guyane a également mis en place une filière intégrée de sciences politiques en cinq ans, appelée programme « France Caraïbe ». Associant Sciences Po Bordeaux (France) et l’université des Indes occidentales de Kingston (Jamaïque), ce programme donne accès à un triple master en « Études politiques et coopération internationale ». Il est accessible par le biais d'un concours ouvert aux étudiants justifiant d'un niveau bac+1

### Laboratoires
Le dispositif de recherche de l'UAG s'appuie sur 21 EA, 6 UMR et 4 structures fédératives (2 UMS, 2 FED).
- Mathématiques et informatique
  - Laboratoire de mathématiques informatique et applications (LAMIA) à Pointe-à-Pitre (Guadeloupe), issu d'une fusion du Laboratoire AOC: Analyse, optimisation, contrôle et du Groupe de recherche en informatique et mathématiques appliquées des Antilles-Guyane (GRIMAAG). Un nombre important de mathématiciens et informaticiens ont cependant rejoint le CEREGMIA (cf plus bas).
  - Centre commun de calcul intensif (C3I) à Pointe-à-Pitre (Guadeloupe)
- Risques naturels et technologiques majeurs
  - Jeune Équipe - Géologie des environnements océanique, littoral et de plate-forme en domaine de marges actives (GEOL) à Pointe-à-Pitre (Guadeloupe)
  - Laboratoire de physique de l'atmosphère tropicale à Pointe-à-Pitre (Guadeloupe)
- Connaissance chimique et la valorisation de la matière végétale
  - EA 3592 - Chimie des matériaux - Connaissance et valorisation (COVACHIM M)
  - UMR - Connaissance des produits végétaux tropicaux et valorisation (QPVT)] à Petit-Bourg (Guadeloupe)
- Écosystèmes caraïbes et amazoniens marins, côtiers et forestiers
  - EA 926 - Dynamique des écosystèmes caraïbes et biologie des espèces inféodées (DYNECAR)
  - Centre d'études appliquées au milieu naturel des Antilles et de la Guyane (CEMINAG)
- Pathologies médicales 
  - GREPOT
  - GRNPH
  - PMM
  - UMR 763 - Inserm/UAG/Université Paris Diderot-Paris 7 - Physiopathologie et pharmacogénomique du traitement de la drépanocytose à Pointe-à-Pitre (Guadeloupe)
  - EA 3597 - Périnatalité santé et environnement (PSE) à Pointe-à-Pitre (Guadeloupe)
- Activités sportives sous climat tropical
  - EA 3596 - Adaptation au climat tropical, Exercice et société (ACTE) à Pointe-à-Pitre (Guadeloupe)
- Énergies renouvelables
  - EA 924 - Groupe de recherche sur les énergies renouvelables (GRER)
- Technologie des surfaces et interfaces et la corrosion des matériaux
  - EA 2432- Groupe de technologie des surfaces et interfaces (GTSI) à Pointe-à-Pitre (Guadeloupe)
- Étude des systèmes politiques, juridiques et économiques de la Caraïbe et des Amériques
  - CAGI
  - EA 2440 - Centre d'études et de recherche en économie gestion modélisation et informatique appliquée (CEREGMIA)
  - UMR 8053 - Centre de recherche sur les pouvoirs locaux dans la Caraïbe (CRPLC)
  - JE 2372 - Centre d'études et de recherches juridiques en droit des affaires (CERJDA)
  - EA 2439 - Centre de recherche et d'études juridiques sur l'environnement, le tourisme et l'aménagement (CREJETA)
  - EA 2438 - Laboratoire d'économie appliquée au développement (LEAD)
- Étude des littératures, des langues orales et écrites des Amériques
  - EA 2437 - Centre d'études des littératures et civilisations de l'Amérique anglophone (CELCAA)
  - EA 3594 - Centre d'études et de recherches appliquées aux langues, littératures et cultures comparées (CERALEC)
  - EA - Groupe d'études et de recherches en espace créolophone et francophone (GEREC-F)
  - EA 2436 - Groupe de recherches et d'étude des littératures et civilisations de la Caraïbe et des Amériques noires (GRELCA)
- Étude des civilisations et des sociétés dans la Caraïbe et les Amériques
  - EA 927 - Centre d'études et de recherches caraïbéennes (CERC)
  - UMR 8053 - Centre de recherche sur les pouvoirs locaux dans la Caraïbe (CRPLC)
- Étude transversale sur l'environnement de la Caraïbe 
  - Archéologie industrielle, histoire, patrimoine - AIHP
  - Géographie, développement, environnement de la Caraïbe  - GEODE
  - Biologie, sciences physiques des énergies renouvelables, de l’environnement et de la santé - BIOSPHERES
  - EA 929

## Localisation
L'université des Antilles et de la Guyane est implantée sur les régions françaises des Antilles, son siège se trouve à Pointe-à-Pitre, en Guadeloupe.
Pour l'année 2011-2012, les effectifs se répartissaient ainsi entre les pôles :
- Guadeloupe : 6 047 étudiants sur les campus de Fouillole à Pointe-à-Pitre et du camp Jacob à Saint-Claude.
- Guyane : 2 034 étudiants sur le campus de Troubiran à Cayenne et de l'IUT à Kourou.
- Martinique : 4 629 étudiants, la majorité d'entre eux étant sur le campus de Schœlcher.

## Personnalités liées à l'université

### Présidents
| Identité                               | Période | Période                      | Durée |
| Identité                               | Début   | Fin                          | Durée |
| -------------------------------------- | ------- | ---------------------------- | ----- |
| Philippe Saint-Cyr (d) (1942 - 2023)   | 1982    | 1989                         | 7 ans |
| Jacques Portecop (d)                   | 1989    | 1994                         | 5 ans |
| Jean-Claude William (d) (1943 - 2020)  | 1994    | 1999                         | 5 ans |
| Jacqueline Abaul (d) (née en 1950)     | 1999    | 2001 (démission)             | 2 ans |
| Alain Arconte (d)                      | 2001    | 2006                         | 5 ans |
| Georges Virassamy (d) (né en 1957)     | 2006    | 2009                         | 3 ans |
| Pascal Saffache (d) (né en 1971)       | 2009    | 2012                         | 3 ans |
| Corinne Mencé-Caster (d) (née en 1970) | 2013    | 2014 (Spin-off (entreprise)) | 1 an  |

### Étudiants
- Micheline Jacques, femme politique et sénatrice de Saint-Barthélemy ;
- Georges Eddy Lucien , géographe, docteur en histoire, professeur haïtien.
- Marie-Luce Penchard, femme politique et ministre des Outre-mer ;
- Annick Petrus, femme politique et sénatrice de Saint-Martin ;
- Dominique Théophile, homme politique et sénateur.

## Vie étudiante

### Évolution démographique
| 2000   | 2001   | 2002   | 2003   | 2004   | 2005   | 2006   | 2007   |
| ------ | ------ | ------ | ------ | ------ | ------ | ------ | ------ |
| 11 328 | 11 313 | 10 929 | 11 286 | 11 746 | 11 962 | 11 904 | 12 232 |

| 2008   | 2009   | 2010   | 2011   | 2012   | - | - | - |
| ------ | ------ | ------ | ------ | ------ | - | - | - |
| 11 930 | 12 613 | 12 663 | 12 710 | 12 820 | - | - | - |